# Chaource
Chaource – miejscowość i gmina we Francji, w regionie Grand Est, w departamencie Aube.
Według danych na rok 1990 gminę zamieszkiwało 1031 osób, a gęstość zaludnienia wynosiła 33 osób/km².

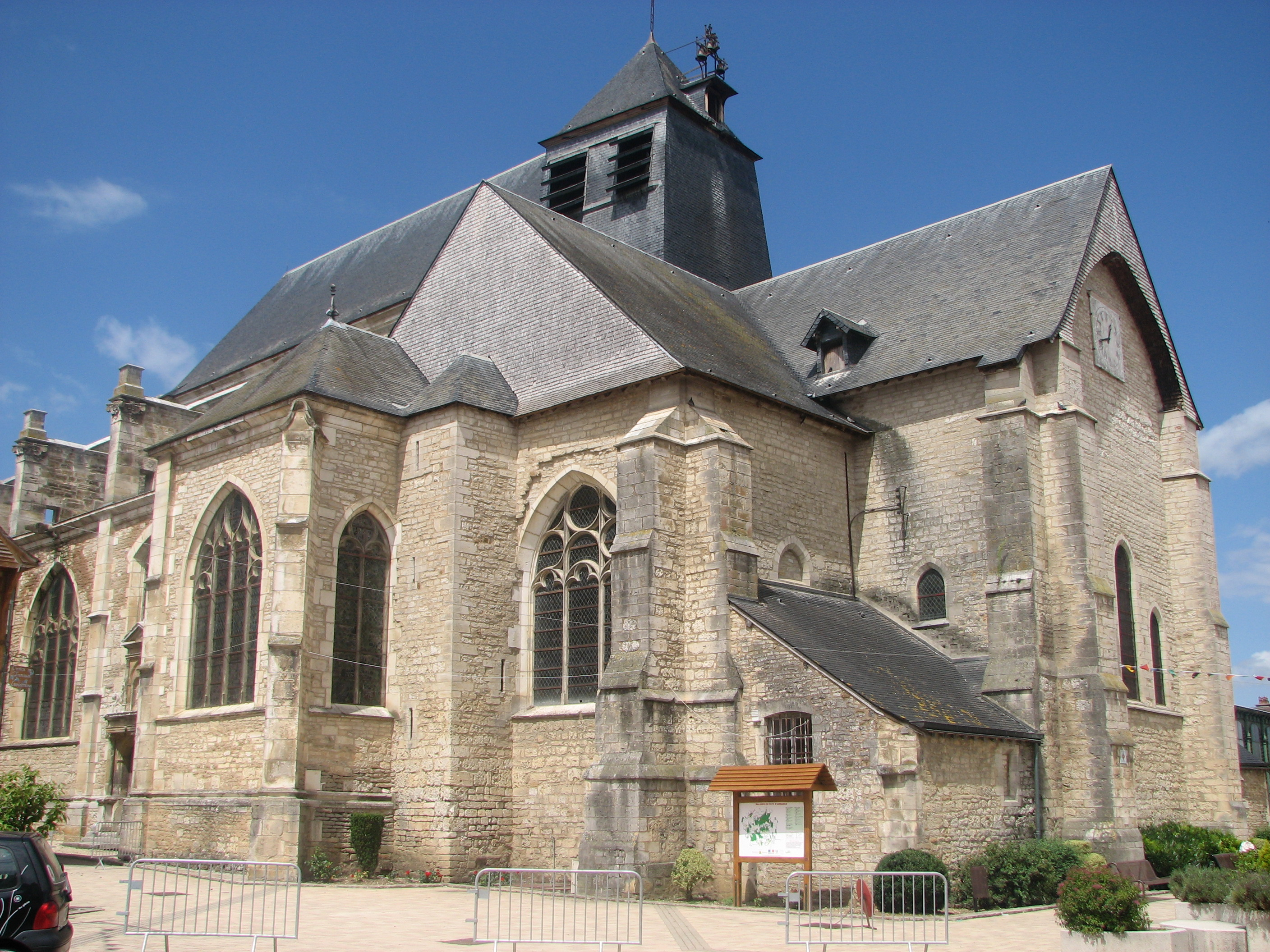
Kościół w Chaource, 2009